# Giurgiu (župa)
Giurgiu je župa v rumunském Valašsku, leží na jihu země a jejím hlavním městem je Giurgiu.

## Charakter župy
Župa hraničí na východě s župou Călărași, na severu s župami Ilfov a Dâmbovița, na západě s župou Teleorman a na jihu přes Dunaj s Bulharskem. Oblast je nížinná, převažuje zde zemědělství; 59 % obdělávané půdy je zavlažováno. V okolí jejího hlavního města však vznikají průmyslové zóny pro nové investory.

## Města
- Giurgiu (hlavní město, 73 260 obyvatel)
- Bolintin-Vale
- Mihăilești
- Dealu